# Lu Chunlong
Lu Chunlong (förenklad kinesiska: 陆春龙; traditionell kinesiska: 陸春龍; pinyin: Lù Chūnlóng), född den 8 april 1989 i Jiangyin, Kina, är en kinesisk gymnast.
Han tog OS-brons i herrarnas trampolin i samband med de olympiska gymnastiktävlingarna 2012 i London. Han tog även OS-guld i samma gren i samband med de olympiska gymnastiktävlingarna 2008 i Peking.